# Castillo de Bouzov

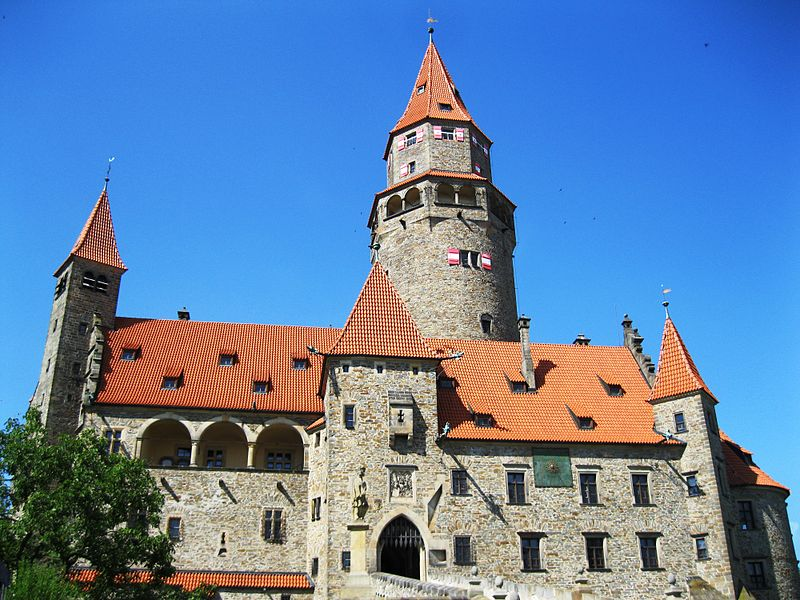
Bouzov (Castillo)

El castillo de Bouzov (originalmente Búzov) se encuentra en la homónima ciudad de Bouzov en el medio oeste de Moravia (República Checa). Da la impresión de ser un monumento medieval bien conservado y su forma actual proviene de la reconstrucción romántica del siglo XIX y XX. Es uno de los monumentos más visitados en la República Checa y es un lugar muy popular para los cineastas.
El castillo fue construido a finales del siglo XIII y su primer propietario/dueño (en los años 1317-1339) fue conocido como Búz de Búzov. Desde la mitad del siglo XIV el castillo fue propiedad de los señores de Vildenberk, que vendieron el castillo en 1382 al margrave Jost. En 1396 Jost cedió el castillo a Heralt de Kunštát. Esta familia poseyó el castillo aproximadamente 70 años y después fue cambiando de propietarios durante mucho tiempo. 
Durante la guerra de los Treinta Años el castillo Bouzov sirvió como una fortaleza imperial y como cárcel para los cautivos suecos. En 1649, el castillo fue comprado por Eugenie Podstatská de Prusinovice, su hijo lo vendió en 1696 a los Caballeros Teutónicos. El castillo perteneció a esta orden hasta el año 1939 cuando fue confiscado por los nazis durante la Segunda Guerra Mundial y fue entregado a la administración de la Comisión Económica y Administrativa de la Oficina Principal de las SS en Berlín y servía como almacén para propiedades decomisos. Después de la Segunda Guerra Mundial, el castillo fue confiscado por el Estado Checoslovaco y pasó al poder de la administración pública. La Orden Teutónica exigió la devolución del castillo pero sin éxito.
A fines del siglo XIV fue fundado el asentamiento debajo del castillo. En 1558 el castillo Bouzov se quemó pero debido a los problemas financieros de los propietarios el castillo no fue completamente restaurado hasta 1620. La apariencia del castillo actual proviene de la reconstrucción en los años 1895-1910 iniciada por Eugene von Habsburg, antiguo Gran maestre de la Orden Teutónica que también financió la reconstrucción. La propuesta de reconstrucción fue diseñada por el arquitecto Georg von Hauberrisser. Esta reconstrucción influyó mucho en la apariencia del castillo porque en la original arquitectura típica checa fueron incorporados muchos elementos alemanes. El equipamiento interior del castillo parcialmente proviene de las colecciones privadas del archiduque Evžen. En 2004, en el castillo fue rodada una película alemana que se llama Napola, también es un lugar muy popular para la grabación de cuentos de hadas como por ejemplo: O princezně Jasněnce a létajícím ševci (Sobre la princesa Jasněnka y el zapatero volante), La princesa Fantaghiro (una película italiana) o Arabela - una serie checa muy popular.
Durante la Segunda Guerra Mundial el comandante en jefe (Reichsführer) de las SS Heinrich Himmler sucumbió a los encantos del castillo Bouzov. Heinrich Himmler se enamoró de este castillo y pasó a formar parte de uno de los castillos de la Orden negra de las SS. A finales de la guerra había allí el comando SS que en el pueblo cercano, Javoříčko, masacró a 38 hombres. Los nazis quemaron este pueblo el 5 de mayo de 1945.